# Tropologique
La lecture tropologique (ou sens tropologique ou sens moral) est une tradition chrétienne, théorie, et interprétation du sens figuré de la Bible. C'est une partie de l'exégèse biblique.

## Doctrine
Selon la doctrine des quatre sens de l'Écriture développée par les Pères de l’Église, les paroles de Dieu issues de la Bible peuvent être interprétées selon leur sens figuré afin d'avoir une lecture morale pour sa vie personnelle . Par exemple, dans le Cantique des Cantiques (aussi appelé Cantique de Salomon ou Chant de Salomon) qui contient des chants d'amour entre une femme et un homme, le texte peut également symboliser l'amour entre Dieu et un croyant. 
Dans la conception des Pères de l’Église, les définitions de l'allégorie et de la tropologie étaient très proches, jusqu'au Moyen Âge où l'Église a établi une distinction plus claire entre le sens spirituel allégorique, le sens moral tropologique et les styles d'interprétation.
Selon Henri de Lubac, le sens moral peut être rapproché de la charité, l'une des trois vertus théologales.